# Valčianská dolina
Valčianská dolina je dolina na východní straně Lúčanské Malé Fatry.
Protéká jí Valčiansky potok. Celou dolinou prochází modře značená stezka z Valče na sedlo Majbíková a dále pokračuje do Kuneradu. U jejího ústí se nachází známé lyžařské středisko.

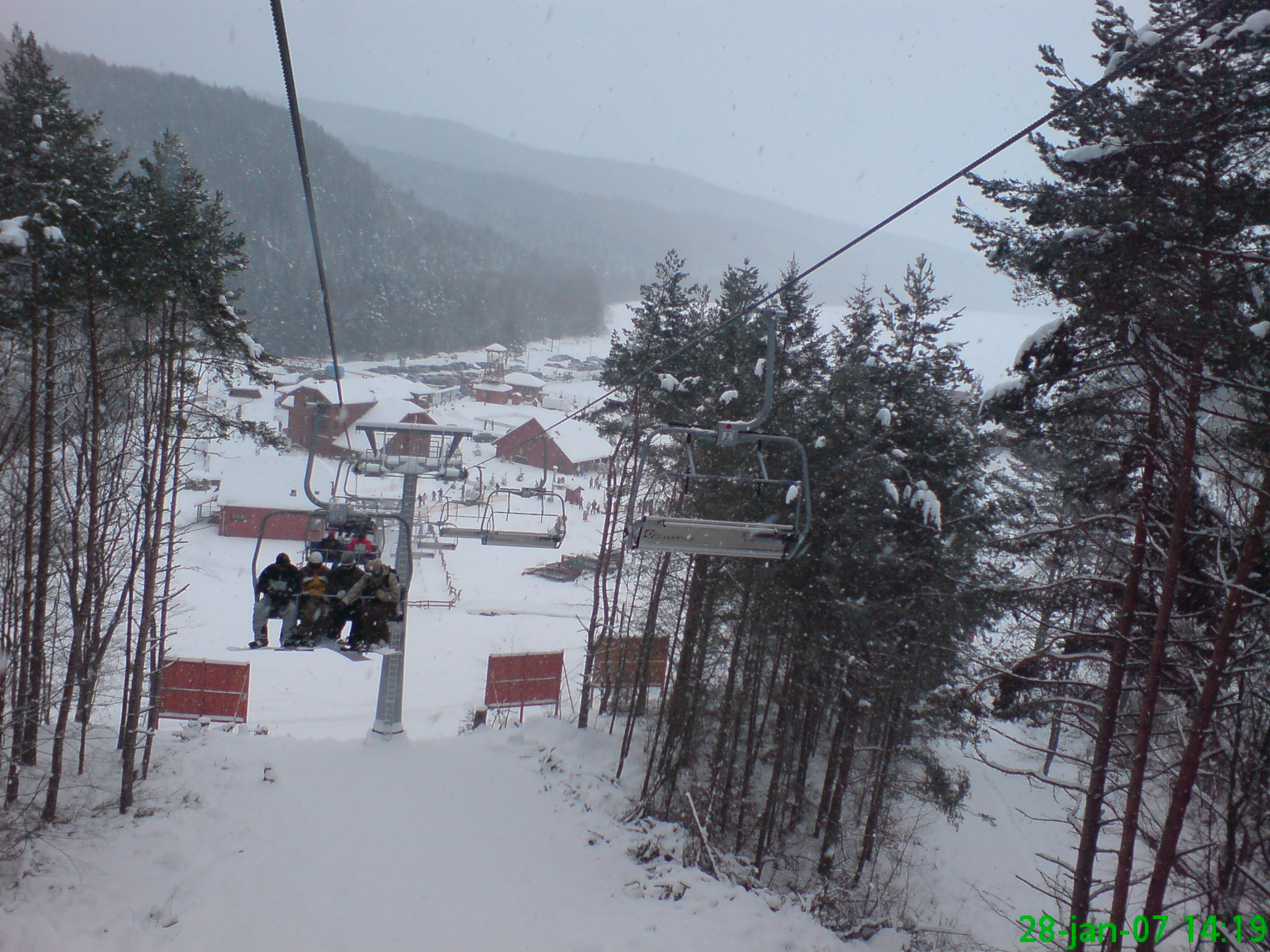
Lyžařské středisko

V dolině se nachází několik chat a rybníky, ke kterým je přístup asfaltovou cestou. V okolí je síť cykloturistických tras a možnosti pro pěší turistiku. Kvůli lyžařskému středisku se v údolí někdy tvoří dopravní zácpy.